# Hörups distrikt
Hörups distrikt är ett distrikt i Ystads kommun och Skåne län. 
Distriktet ligger öster om Ystad. 

## Tidigare administrativ tillhörighet
Distriktet inrättades 2016 och utgörs av socknen Hörup i Ystads kommun.
Området motsvarar den omfattning Hörups församling hade 1999/2000.